# Zatrephes foliacea
Zatrephes foliacea là một loài bướm đêm thuộc phân họ Arctiinae, họ Erebidae.